# جاك سنو
جاك سنو (بالإنجليزية: Jack Snow)‏ (15 أغسطس 1907، أوهايو في الولايات المتحدة - 13 يوليو 1956، نيويورك في الولايات المتحدة)؛ كاتب للأطفال، كاتب وروائي أمريكي.